# UFC 129
UFC 129: St. Pierre vs. Shields, é um evento de MMA que foi realizado pelo Ultimate Fighting Championship em 30 de abril de 2011 no Rogers Centre, em Toronto, no Canadá. Esse foi o primeiro evento do UFC a ser realizador em um estádio, e teve no evento 55 mil espectadores no Rogers Centre.

## Resultados
Nota 1 Pelo Cinturão Meio-Médio do UFC.

Nota 2 Pelo Cinturão Peso-Pena do UFC.

## Bônus da Noite
Lutadores receberam um bônus de US$ 129 mil.
- Luta da Noite:  José Aldo vs.  Mark Hominick
- Nocaute da Noite:  Lyoto Machida
- Finalização da Noite:  Pablo Garza